# Gergely Kiss
Pour les articles homonymes, voir Kiss.
Gergely Kiss (né le 21 septembre 1977 à Budapest) est un joueur de water-polo hongrois.
Joueur de l'équipe de Hongrie de water-polo, il est champion olympique aux Jeux olympiques de 2000, aux ceux de 2004  et à ceux de 2008. Il est sacré champion du monde en 2003.